# Gechalīk
Gechalīk är en ort i Iran.   Den ligger i provinsen Khorasan, i den nordöstra delen av landet, 700 km öster om huvudstaden Teheran. Gechalīk ligger 927 meter över havet och antalet invånare är 127.
Terrängen runt Gechalīk är huvudsakligen kuperad, men åt nordost är den platt. Runt Gechalīk är det ganska glesbefolkat, med 28 invånare per kvadratkilometer. Närmaste större samhälle är Chāpeshlū, 9,7 km norr om Gechalīk. Omgivningarna runt Gechalīk är i huvudsak ett öppet busklandskap.